# Anthony Van Loo
Anthony Van Loo (5 oktober 1988) is een voormalig Belgisch betaald voetballer die bij voorkeur in de verdediging speelde. Hij beëindigde zijn voetbalcarrière in november 2018 als speler van KV Kortrijk. Hij tekende zijn eerste profcontract in 2006 bij KSV Roeselare. In 2010 maakte hij de overstap naar KV Mechelen, waar Kortrijk hem in 2014 wegplukte. In totaal speelde hij 146 wedstrijden in eerste klasse.
Van Loo begon te voetballen bij Cercle Brugge en later Club Brugge. In zijn eerste seizoen bij de profs van SV Roeselare was hij de wissel van Martijn Monteyne. In het seizoen 2007/2008 speelde hij 22 wedstrijden, waarvan 18 als basisspeler en 4 als invaller. Hij kreeg dat jaar viermaal een gele en eenmaal een rode kaart.
In juli 2008 werd bekend dat hij kampt met hartritmestoornissen, er werd gevreesd dat dit het einde van zijn carrière zou betekenen, maar in december 2008 maakte de speler zijn rentree op het veld met KSV Roeselare. Hij speelt nu met een geïmplanteerde defibrillator. Op 7 juni 2009, tijdens een eindrondewedstrijd tegen Antwerp FC, kreeg hij tijdens een inworp een hartstilstand. De defibrillator redde zijn leven. 
Op 11 mei 2018 kreeg Van Loo  opnieuw een hartstilstand tijdens de POII-wedstrijd KV Kortrijk - Royal Excel Mouscron, hij greep al na 4 minuten naar z'n hart waarna de defibrillator opnieuw z'n werk deed. Hierna onderging Van Loo een succesvolle hartoperatie en dankzij een revalidate hoopte hij een comeback te kunnen maken. Maar na overleg met de cardiologen heeft Van Loo beslist om in november 2018 een punt achter zijn actieve voetbalcarrière te zetten.

## Statistieken
| Seizoen         | Club            | Competitie         | Competitie | Competitie | Play-offs | Play-offs | Beker | Beker | Totaal | Totaal |
| Seizoen         | Club            | Competitie         | Wed.       | Dlp.       | Wed.      | Dlp.      | Wed.  | Dlp.  | Wed.   | Dlp.   |
| --------------- | --------------- | ------------------ | ---------- | ---------- | --------- | --------- | ----- | ----- | ------ | ------ |
| 2006-2007       | KSV Roeselare   | Jupiler Pro League | 2          | 0          | nvt       | nvt       | 0     | 0     | 2      | 0      |
| 2007-2008       | KSV Roeselare   | Jupiler Pro League | 21         | 0          | nvt       | nvt       | 3     | 0     | 24     | 0      |
| 2008-2009       | KSV Roeselare   | Jupiler Pro League | 17         | 0          | nvt       | nvt       | 2     | 0     | 19     | 0      |
| 2009-2010       | KSV Roeselare   | Jupiler Pro League | 22         | 0          | 0         | 0         | 3     | 0     | 25     | 0      |
| 2010-2011       | KV Mechelen     | Jupiler Pro League | 14         | 0          | 5         | 0         | 3     | 0     | 22     | 0      |
| 2011-2012       | KV Mechelen     | Jupiler Pro League | 0          | 0          | 0         | 0         | 0     | 0     | 0      | 0      |
| 2012-2013       | KV Mechelen     | Jupiler Pro League | 16         | 0          | 5         | 0         | 1     | 0     | 22     | 0      |
| 2013-2014       | KV Mechelen     | Jupiler Pro League | 8          | 0          | 0         | 0         | 1     | 0     | 9      | 0      |
| 2014-2015       | KV Kortrijk     | Jupiler Pro League | 14         | 0          | 9         | 0         | 1     | 0     | 24     | 0      |
| 2015-2016       | KV Kortrijk     | Jupiler Pro League | 18         | 0          | 2         | 0         | 2     | 0     | 22     | 0      |
| 2016-2017       | KV Kortrijk     | Jupiler Pro League | 7          | 0          | 5         | 0         | 0     | 0     | 12     | 0      |
| 2017-2018       | KV Kortrijk     | Jupiler Pro League | 7          | 0          | 0         | 0         | 0     | 0     | 7      | 0      |
| Carrière totaal | Carrière totaal | Carrière totaal    | 146        | 0          | 26        | 0         | 16    | 0     | 188    | 0      |